# Usu
Usu je menší stratovulkán, nacházející se na ostrově Hokkaidó, na jižním okraji starší, 110 000leté kaldery, v současnosti zalité vodou a známé jako jezero Toja. Vrchol převážně čedičově andezitového vulkánu je seříznutý, což je následek ničivé erupce před 7 až 8000 lety a v současnosti se v něm nachází několik dacitových struskových kuželů.